# AN/SPS-8
AN/SPS-8 — американский корабельный трёхкоординатный радар, облегченная версия радара SX времён Второй мировой войны. Использовал антенну радара SX, однако максимальный угол возвышения был увеличен до 36°. Сектор сканирования по углу места составлял 11° (в пределах 0...36°), ширина луча — 3,5°×1,2°.
Работал в двух режимах по дальности — с частотой импульсов 1000 Гц (длительность импульса 1 мкс, дальность 154 км) и 500 Гц (2 мкс, 308 км). В реальной ситуации самолёт F2H обнаруживался на расстоянии 111 км (модификации SPS-8A/B — 133 км). 
Угол места цели определялся сканированием луча в вертикальной плоскости с частотой 5, 10 или 20 Гц (в модификации -8B — 6, 12 и 16,5 Гц). Точность определения высоты составляла 150 м. Отклонение луча по углу места осуществлялось облучателем Робинсона в модификациях -8 и -8А и облучателем органного типа в модификации -8B.
В модификации SPS-8A мощность была увеличена с 650 кВт до 1 МВт при проектной мощности 2 МВт. В режиме 2-мкс импульсов обеспечивались частоты повторения импульсов 450 и 750 Гц.
SPS-8 и SPS-8A использовали одинаковые сетчатые антенны. SPS-8B, впервые испытанный в январе–июне 1956 года и принятый на вооружение в 1959 году имел антенну с высоким коэффициентом усиления (41 вместо 37,4 dB), более узкий луч (1,2°×1,5°) более широкий сектор сканирования по углу места (12°) при частоте вертикального сканирования 6, 12 и 16,5 Гц.
Информация отображалась на индикаторе кругового обзора VK (англ. Model VK Plan Position Indicator) и индикаторе дальность-высота VL (англ. Model VL Range-Height Indicator). 
На основе SPS-8B был создан лучший американский радар с качающимся лучом SPS-30, в котором была использована антенна с высоким коэффициентом усиления и клистрон мощностью 2,5 МВт. Работы по его созданию начались в 1956 году.
Планировалась модернизация SPS-8 и SPS-8A до SPS-8С/D с установкой тех же антенн и клистронов, что и на SPS-30, однако эти планы не были реализованы, хотя в конце 1957 года было произведено 30 новых антенн.
Модификацией SPS-8 был радар CXRX.

## Установки на кораблях
- Линейные корабли типа «Айова»
- Ракетные крейсера типа «Бостон»
- Ракетные крейсера типа «Провиденс»
- Эскадренные миноносцы типа «Митчер»

## Фото
- CLG-6 «Провиденс»